# 'Ndrina Nicoscia
La 'ndrina Nicoscia è una cosca malavitosa o 'ndrina della 'ndrangheta calabrese che opera a Isola Capo Rizzuto, alleata con i Grande Aracri e i Russelli. Sono attivi in diverse regioni italiane, come l'Emilia-Romagna, in particolare a Reggio Emilia.

## Storia

### Anni 2000
Con l'operazione Scacco Matto nel 2000 era stata scardinata l'intera 'ndrina dei Nicoscia grazie all'arresto di figure di spicco tra cui il reggente Salvatore Nicoscia, creando un vuoto colmato in parte da esponenti della famiglia dei Capicchiano con cui sono in relazione come: Rosario Capicchiano, Salvatore Capicchiano e Gaetano De Meco.
Con gli omicidi del marzo 2008 di Luca Megna, Giuseppe Cavallo e Francesco Capicchiano, presunto appartenente a una 'ndrina opposta agli Arena, si pensa sia scoppiata una faida nel crotonese.
Nonostante a Isola Capo Rizzuto sia in corso una faida tra Nicoscia e gli Arena, dall'operazione Isola del 2009 sembra che in nome degli affari la faida in Lombardia, dove vi sono diramazioni delle cosche madri non sia arrivata e che i Paparo insieme a queste abbiano svolto le loro attività illecite.
- Nel dicembre del 2000 con l'operazione Scacco Matto viene arrestato Salvatore Nicoscia, capobastone dell'omonimo clan[3][6].
- Il 15 maggio 2001 viene ucciso a colpi di fucile e kalashnikov Rosario Capicchiano[4].
- Il 27 luglio 2001 viene ucciso Gaetano De Meco, esponente dei Capicchiano[4].
- Il 18 gennaio 2002 con l'operazione Icaro della DIA vengono arrestate 7 persone affiliate alla 'ndrina dei Nicoscia: Pasquale Nicoscia, Domenico Nicoscia, Michele Nicoscia, Vincenzo Corda, Salvatore Capicchiano, Giuseppe Nicoscia, tutti di Isola Capo Rizzuto. È mancato alla cattura Rocco Corda[4].
- Il 16 marzo 2009, i carabinieri di Sesto San Giovanni (MI), nell'operazione Isola, iniziata nel 2004, hanno ordinato l'arresto, per vari reati, di più di 20 persone a Milano, Crotone, Catanzaro e Taranto tra cui associazione a delinquere di stampo mafioso, detenzione e porto illegale di armi, estorsione e tentato omicidio, tra questi i Paparo, alleati dei Nicoscia e degli Arena, accusati di sfruttamento dell'immigrazione, riciclaggio, violenza privata, favoreggiamento di latitanti e atti d'intimidazione nella costruzione delle grandi opere pubbliche della Lombardia, come alcune tratte dell'alta velocità ferroviaria Milano-Venezia. Nel corso dell'operazione sono state sequestrate armi comuni e da guerra, tra cui un lanciarazzi della NATO, sei società, beni ed attività commerciali del valore di 10 milioni di euro[9][12][11].
- Il 26 novembre 2009 nell'operazione Pandora la squadra mobile di Reggio Calabria esegue 35 arresti per associazione mafiosa, traffico di droga, estorsione, omicidio e un sequestro di beni del valore di 40 milioni di euro nei confronti dei Nicoscia e degli Arena in Lombardia, Emilia-Romagna e Trentino[13][14].

### Anni 2010
- Il 16 marzo 2010 la squadra mobile di Crotone cattura il boss Pasquale Manfredi, detto Scarface, sfuggito in precedenza all'operazione Pandora, accusato di associazione mafiosa, omicidio e possesso d'arma da guerra, era inserito nell'elenco dei 100 latitanti più pericolosi[15]. Si suppone sia anche l'autore dell'agguato al capobastone Carmine Arena, ucciso a colpi di bazooka, nell'ottobre 2004[16][17][18][19] e di Pasquale Tipaldi, del dicembre 2005[20].
- Il 20 dicembre 2018 si conclude l'operazione Tisifone della Polizia che porta all'arresto di 21 persone, tra cui membri dei Nicoscia che sarebbero coinvolti nel giro delle slot machine truccate e nella gestione della sicurezza nei locali[21][22][23].

### Anni 2020
- 10 febbraio 2021: operazione Golgota contro gli Arena, i Nicoscia e Mannolo[24][25].
- L'11 febbraio 2022 vengono arrestate 15 persone dalla Guardia di Finanza di Milano, Varese e Verona, imprenditori vicini agli Arena e ai Nicoscia accusati di associazione a delinquere di stampo mafioso e che erano riusciti ad accaparrarsi gli appalti di manutenzione della Rete Ferroviaria Italiana in Lombardia, Veneto, Abruzzo, Lazio, Sicilia e Campania con false assunzioni ed evasione fiscale[26][27][28].

## Organizzazione
Membri
- Pasquale Nicoscia (1957), capobastone arrestato con dote di crimine internazionale;
- Salvatore Nicoscia (1972), capobastone attuale, fratello del boss Pasquale Nicoscia;
- Antonio Nicoscia (1977), presunto attuale reggente della 'ndrina, arrestato il 7 gennaio 2019[29].

## 'Ndrine alleate
- Bubbo
- Grande Aracri
- Russelli